# Björngölen (Virserums socken, Småland)
Björngölen är en sjö i Hultsfreds kommun i Småland och ingår i Emåns huvudavrinningsområde.